# Mary Harrison
Mary Scott Harrison McKee (ur. 3 kwietnia 1858 w Indianapolis, zm. 28 października 1930 w Indianapolis) – córka prezydenta Benjamina Harrisona i jego żony Caroline.

## Życiorys
Mary pełniła funkcję pierwszej damy w czasie gdy jej matka, Caroline Harrison, była poważnie chora.
W listopadzie 1884 roku wyszła za Jamesa Roberta McKee, jednego z założycieli zakładu General Electric. Para miała dwójkę dzieci: Benjamina Harrisona McKee (nazywanego Baby McKee) oraz Mary Lodge McKee.
Mary została pochowana na Crown Hill Cemetery w Indianapolis, Indiana.